# Pitkäjärvi (Jukkasjärvi socken, Lappland, 750524-175635)
Pitkäjärvi är en sjö i Kiruna kommun i Lappland och ingår i Torneälvens huvudavrinningsområde. Sjön har en area på 0,061 kvadratkilometer och ligger 347,1 meter över havet.

## Delavrinningsområde
Pitkäjärvi ingår i det delavrinningsområde (750535-175480) som SMHI kallar för Utloppet av Penikkajärvi. Medelhöjden är 376 meter över havet och ytan är 12,21 kvadratkilometer. Det finns inga avrinningsområden uppströms utan avrinningsområdet är högsta punkten. Puolisjoki som avvattnar avrinningsområdet har biflödesordning 2, vilket innebär att vattnet flödar genom totalt 2 vattendrag innan det når havet efter 336 kilometer. Avrinningsområdet består mestadels av skog (82 procent). Avrinningsområdet har 1,28 kvadratkilometer vattenytor vilket ger det en sjöprocent på 10,5 procent.